# Mannophryne yustizi
Mannophryne yustizi (лат.) — вид бесхвостых земноводных из семейства Aromobatidae.
Этот вид встречается в основном национальных парках и отчасти за пределами охраняемых территорий в штате Лара в Венесуэле на высоте 1200—1800 м над уровнем моря. Живёт вдоль рек и на лесной почве горных влажных тропических лесов. Яйца откладываются на суше, и самец охраняет кладку, а затем переносит головастиков на спине в воду, где они развиваются дальше.
Численность Mannophryne yustizi страдает из-за применения агрохимикатов на кофейных плантациях.